# Aulas
Aulas is een gemeente in het Franse departement Gard (regio Occitanie) en telt 439 inwoners (2004). De plaats maakt deel uit van het arrondissement Le Vigan.

## Geografie
De oppervlakte van Aulas bedraagt 2,9 km², de bevolkingsdichtheid is 151,4 inwoners per km².

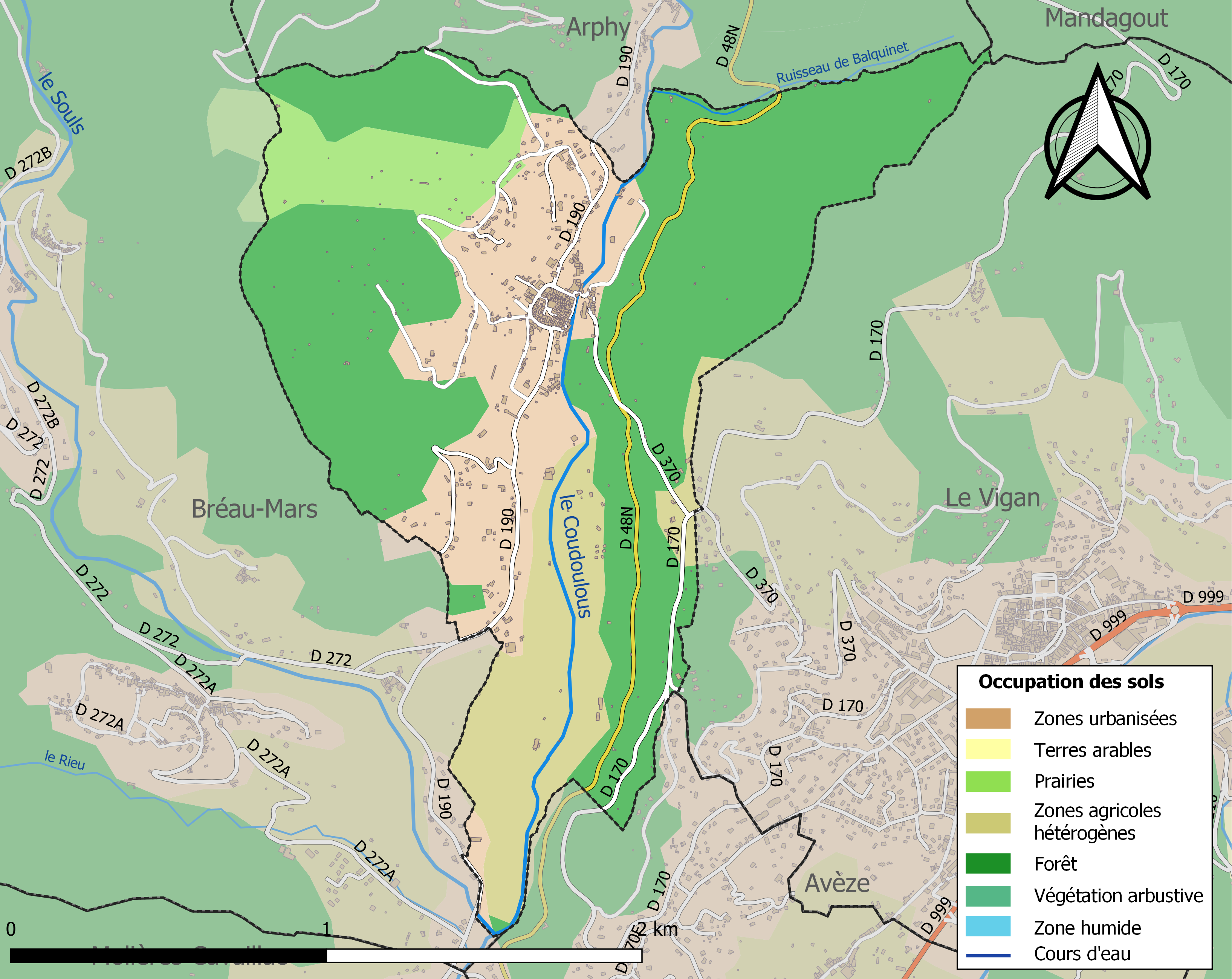
Kaart van de gemeente met de belangrijkste infrastructuur, bodemgebruik en omliggende gemeenten

## Demografie
Onderstaande figuur toont het verloop van het inwonertal (bron: INSEE-tellingen).